# Hannibal
|  | Per a altres significats, vegeu «Hannibal (desambiguació)». |

Hannibal és una pel·lícula estatunidenca dirigida per Ridley Scott, adaptació d'una novel·la homònima escrita per Thomas Harris, i produïda per Dino De Laurentiis, estrenada el 2001, deu anys després d'El silenci dels anyells.

## Argument
Després d'haver-se escapat de la seva captivitat (vegeu El silenci dels anyells), el doctor Hannibal Lecter viu a Itàlia a Florència on s'ha fet conservador d'una biblioteca. Però Mason Verger, una de les seves antigues víctimes desitjosa de venjar-se d'ell, troba el seu rastre i li comença a parar una trampa utilitzant Clarice Starling com a esquer.

## Repartiment
- Anthony Hopkins: Hannibal Lecter
- Julianne Moore: Clarice Starling
- Gary Oldman: Mason Verger
- Ray Liotta Paul Krendler
- Francesca Neri: Allegra Pazzi
- Giancarlo Giannini: l'inspector Rinaldo Pazzi
- Frankie R. Faison: Barney
- Željko Ivanek: el Dr. Cordell Doemling
- Hazelle Goodman: Evelda Drumgo

### Jodie Foster
El 1997, Jodie Foster declarava a Larry King que reprendria el seu paper de Clarice Starling a Hannibal. Conta a Entertainment Weekly que Anthony Hopkins en parla sempre. Tothom vol fer-ho. Cada vegada que el veig, em pregunta: Quan es farà. No obstant Això, el productor Dino De Laurentiis no pensava que faria el film. Anthony Hopkins manifesta igualment els seus dubtes, perquè segons la seva intuïció, no ho farà. Foster no va confirmar el seu rebuig fins al desembre de 1999. Aquesta decisió va crear problemes entre els estudis Universal i MGM. Kevin Misher, responsable de la producció a Universal declara: Clarice Starling és un personatge irreemplaçable. Ningú no acceptarà qualsevol altra actriu després de Jodie Foster.
El novembre, l'actriu havia declarat a l'AFP: 
| « | Guanyaria més diners rodant Hannibal. Però per què he de trair Clarice, que és per a mi, d'una manera estranya, una persona sencera. La pel·lícula va funcionar perquè la gent creia en el seu heroisme. No l'interpretaré amb atributs negatius que no té ha tingut mai. | » |

Alguns han dit que no hauria volgut fer la pel·lícula sense Jonathan Demme. Tanmateix, el seu portaveu ha revelat que l'actriu Claire Danes era lliure per rodar Flora Plum, la tercera pel·lícula de Jodie Foster com a directora, i que la seva inversió a Hannibal podria comprometre la seva realització.
Dino De Laurentiis va contestar: 
| « | He trucat l'agent de Jodie Foster. M'ha dit: No llegirà el guió si no li se li fa una oferta de 20 milions de dòlars i un benefici de 15% sobre les recaptacions de la pel·lícula. I li he respost: Estimo Jodie. A reveure. | » |

Després de l'anunci d'un rebuig definitiu, les reaccions cap a l'actriu no han estat massa tendres. La premsa anglesa diu que De Laurentiis i Anthony Hopkins se sentien ultratjats. Anthony estava veritablement furiós, explica un parent de l'actor gal·lès. El camí va ser llarg abans de tenir un bon guió, però l'última versió és grandiosa. Tothom creia que Jodie estaria contenta. En aquest sentit, Anthony pensava que era primordial per trobar l'alquímia entre els dos personatges (...) Se sent completament traït per aquesta dona. El productor i l'intèrpret d'Hannibal Lecter estaven encara més furiosos pel fet que el guió es modifiqués només per satisfer Jodie Foster. L'actriu, que expressava en efecte reticències sobre el comportament del seu personatge, havia demanat als guionistes que canviessin alguns passatges, entre els quals el final que considerava massa inversemblant.
A la darreria del 2005, Jodie Foster en una entrevista a la revista Total Film diu que havia refusat la pel·lícula per fer Flora Plum, i que les característiques del personatge no la satisfeien pas.

### Julianne Moore
En resposta al rebuig de Foster, els estudis Universal consideren renunciar definitivament a la posada en marxa d'aquest projecte. Però per no perdre encara més diners - les localitzacions a Itàlia ja eren acabades -, la productora es va llançar a la recerca d'una substituta per encarnar Clarice Starling. Michelle Pfeiffer (que ja s'havia negat a rodar a El silenci dels anyells) Cate Blanchett, Angelina Jolie, Gillian Anderson, Hilary Swank, Ashley Judd, Helen Hunt i finalment Julianne Moore. Anthony Hopkins estava molt embalat per la tria, ja que trobava l'actriu fantàstica. Segons un despatx de l'AFP, l'actriu va declarar, en una entrevista difosa per Access Hollywood, que el guió era realment fantàstic.

L'experiència serà, no obstant això, traumatitzant per a l'actriu. Més que la violència física, és l'aspecte psicològic de la pel·lícula que va pertorbar l'actriu, arribant a consultar el seu psicòleg. Va declarar a la revista Vanity Fair: 
| « | He llegit (el guió) i he pensat, és verdaderament obac. Les meves inquietuds concernien la naturalesa de la violència. Presto molta atenció a la violència, però finalment arribo a pensar que aquesta història era com una faula. És una pel·lícula a propòsit del combat entre el bé i el mal. És simbòlic i quasi mitològic, però és psicològicament espantós. Hannibal és la part fosca que existeix en cadascun, allò que deixeu escapar. És el mal covard en la naturalesa... en les nostres vides oníriques explorem aquests temes. Funciona, però és una frontera molt fina que em posa malament. N'he parlat al meu psiquiatre. | » |

### Anthony Hopkins
La participació d'Anthony Hopkins a Hannibal no era tampoc segura. El desembre de 1998, l'actor declarava: He de deixar aquest ofici perquè penso que és dolent per a la salut mental. Encarregat al principi del projecte, Jonathan Demme havia assegurat que seria veritablement en aquesta continuació: En cas que digui no, m'encarregaré de fer-li canviar la seva decisió. Demme va deixar finalment el projecte, i el juny de 1999, Hopkins diu que no estaria interessat si el guió fos molt bo. Després de mesos d'incertesa, l'actor va acceptar finalment reprendre el paper de Hannibal Lecter després haver-se assabentat de les modificacions aportades en el guió per Steven Zaillian.

## Al voltant de la pel·lícula
- Les escenes de la residència de Mason Verger van ser rodades al Domaine Biltmore (Biltmore Estate) a Asheville (Carolina del Nord).

## Banda original de la pel·lícula
1. Dear Clarice (6:02)
2. Aria Da Capo (1:48) *
3. The Capponi Library (1:14)
4. Gourmet Valse Tartare (6:50) **
5. Avarice (3:54)
6. For A Small Stipend (0:55)
7. Firenze Di Notte (3:09)
8. Virtue (4:37)
9. Let My Home Be My Gallows (10:00)
10. The Burning Heart (4:24)
11. To Every Captive Soul (6:53)
12. Vide Cor Meum (4:20) +

- * composta per J.S Bach
- ** composta per Klaus Badelt
- + composta per Patrick Cassidy